# 刘乙光
劉乙光（1903年—1982年），原名劉書之，字乙光。湖南永興人，曾考入湖南衡陽省省立第三師範學校、黃埔軍校四期政治科、中央警官學校特訓班畢業。劉外表雖然斯文儒雅，其實對人非常嚴厲苛刻，故有希特勒、德國人的外號。

## 生平
劉於一九二六加入中共，翌年爆發四一二事變，劉怕被「清理」，便離開中共。一九二八年春任中央黨務學校軍訓隊長，一九三零年任中央政校第一期教官。一九三一年任政工隊隊長、指導員、政訓室主任、復興社特務組組長、臨濃特訓班中隊長。一九三六年起任軍統局直屬的張學良管理中校主任，連任十三年，一九四八年授中華民國陸軍少將銜，一九四九年隨國民政府至台灣，一九六二年調任安全局主任。

### 守護張學良的歷史
劉攜帶全家「守護」張學良二十五年，張學良被軟禁後，初由勵志社招待，張每日吃一百多元的西餐，頓飯成席，到雪竇寺有專用汽車、白馬、轎子，任其馳騁山野、登山觀景。到台湾时省府每月给張二十五萬元招待張。1946年11月，張學良被軟禁在台灣省新竹縣清泉温泉（舊名井上溫泉）五峰鄉張學良故居。1947年發生二二八事件，劉指揮憲兵特務們加強警戒，不分晝夜來回在屋外巡邏，並不時向室內窺探動靜。劉的部下悄悄告訴張學良，如果事變波及井上溫泉，為怕張學良逃跑或被台灣民眾劫走，劉乙光就會採取緊急措施，殺掉張氏夫婦。劉在1982年去世時，除了蔣經國之外，只有張學良和趙四小姐來弔唁。

## 外部連結
. （原始内容存档于2021-01-22） （中文）.

### 書籍
- 《張學良口述歷史》